# 察隅薄鳞蕨
察隅薄鳞蕨（学名：Leptolepidium tenellum）为中国蕨科薄鳞蕨属下的一个种。

## 扩展阅读
- 維基物種上的相關：察隅薄鳞蕨